# 吴拉姆·穆斯塔法
吴拉姆·穆斯塔法中將，是一位退役的巴基斯坦陸軍三星上将（相當於中將）。 他被认为是建立巴基斯坦陆军战略部队司令部的功臣。他是阿拉因人（旁遮普人的一個分支）家庭出身。